# Список Народных героев Югославии/Е
В настоящем списке в алфавитном порядке представлены все Народные герои Югославии, чьи фамилии начинаются с буквы «Е» (всего 11 человек). В списке указаны даты присвоения звания и даты жизни Героев.
- Серым цветом в таблице выделены Герои, награждённые орденом Народного героя посмертно.

## Список Народных героев Югославии, фамилии которых начинаются с «Е»
| № п/п | Фото | Фамилия, Имя   | Дата присвоения звания | Годы жизни                        |
| ----- | ---- | -------------- | ---------------------- | --------------------------------- |
| 384   |      | Еврич, Радуле  | 27 ноября 1953         | 1911—1942                         |
| 385   |      | Елич, Машо     | 20 декабря 1951        | 1908—1944                         |
| 386   |      | Елич, Милован  | 27 ноября 1953         | 1914—1942                         |
| 387   |      | Ереб, Душан    | 21 июля 1953           | 26 января 1908 — 12 марта 1943    |
| 388   |      | Еркович, Душан | 27 ноября 1953         | 2 февраля 1914 — 29 ноября 1941   |
| 389   |      | Еркович, Мате  | 20 декабря 1951        | 19 февраля 1915 — 17 июня 1980    |
| 390   |      | Ерман, Драго   | 27 ноября 1953         | 1919—1998                         |
| 391   |      | Ерман, Мирко   | 27 ноября 1953         | 1912—1987                         |
| 392   |      | Ефтич, Предраг | 25 октября 1943        | 1913 — 30 июля 1943               |
| 393   |      | Ечменич, Душан | 20 декабря 1951        | 1911—1943                         |
| 394   |      | Ешич, Милан    | 2 октября 1953         | 11 октября 1914 — 16 октября 1986 |